# 東京メトロ銀座線
銀座線（ぎんざせん）は、東京都台東区の浅草駅から渋谷区の渋谷駅までを結ぶ、東京地下鉄（東京メトロ）が運営する鉄道路線である。『鉄道要覧』における名称は3号線銀座線。
路線名は経由地である繁華街の銀座に由来する。車体および路線図や乗り換え案内で使用されるラインカラーは「オレンジ」（#ff9500、橙）、路線記号はG。

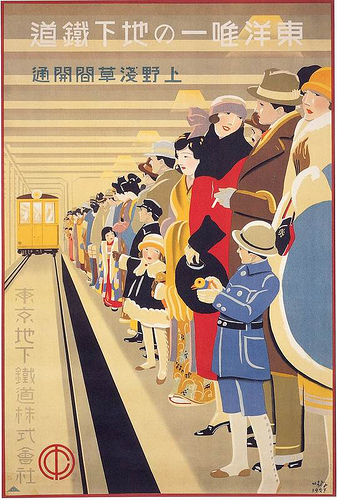
東京地下鉄道上野 - 浅草間開業時のポスター（杉浦非水作）。「東洋唯一の地下鉄道」とある。

1927年（昭和2年）に浅草駅 - 上野駅間で営業を開始した、日本で最初の“本格的”な地下鉄である。当時のポスターでは「東洋唯一の地下鉄道」というキャッチコピーが使われ、アジア・オセアニア地域でも初めての地下鉄路線である。なお、1番切符を手にし、一番初めに乗った乗客は、後に原鉄道模型博物館の館長を務めた原信太郎であり、同館には当時の新聞記事等が展示されている。
東京地下鉄（東京メトロ）の路線では丸ノ内線とこの銀座線のみ標準軌および第三軌条方式を採用している。狭軌及び架空電車線方式を採用している周辺他社路線との直通運転は形態的に困難なため、丸ノ内線と同様に実施されていない。

## 路線データ
- 路線距離（営業キロ）：14.2 km（うち地上部：0.3 km）[3]
- 軌間：1,435 mm[3]
- 駅数：19駅（起終点駅含む）[3]
- 複線区間：全線
- 電化区間：全線（直流 600 V、第三軌条方式）[3]
- 閉塞方式：速度制御式（新CS-ATC）
- 列車無線方式：デジタル空間波無線 (D-SR) 方式[3]
- 最高速度：65 km/h[3][6]
- 平均速度：34.1 km/h（2021年4月1日現在）[3]
- 表定速度：25.8 km/h（2021年4月1日現在）[3]
- 全線所要時分：33分00秒（2021年4月1日現在）[3]
- 最急勾配：33 ‰[4]
  - 東京地下鉄道が建設した浅草駅 - 新橋駅間の最急勾配は25 ‰であり[5]、33 ‰の勾配があるのは東京高速鉄道が建設した渋谷駅 - 新橋駅間である。
  - 本線ではないが、上野駅から上野車両基地への入出庫線には、55 ‰の急勾配がある[8]。
- 最小曲線半径：94.183 m[5]（309尺・上野駅前後[5]）
  - 銀座線の最小曲線は91.44 mとする資料もあるが[9]、文献[5]では特別認可を得て使用できる最小の曲線が91.44 m（300尺）であり、鉄道史による上野駅前後の曲線は94.183 m（309尺）であるとされる[5]。
- 車両基地：上野検車区、上野検車区渋谷分室（廃止）
- 工場：中野工場（丸ノ内線内）
- 地上区間：渋谷駅付近

## 沿線概況
路線延長は14.2キロメートルで、駅数は19。浅草通り、中央通り 、外堀通り、青山通りなどの地下を通って、東京都心3区とそれに隣接する台東区、渋谷区の主要な繁華街やビジネス街を縫うように走り、浅草、上野、秋葉原、神田、日本橋、銀座、新橋、虎ノ門、赤坂、青山、渋谷エリアに駅がある。このため利用客が多く、高頻度運行が行なわれている。日中においては3分間隔で運行されていたが、COVID-19流行による5分間隔への減便を経て、2023年4月29日以降は4分間隔での運行となっている。渋谷駅から赤坂見附駅/永田町駅まで並走する半蔵門線は、銀座線の混雑緩和のために建設された路線（バイパス路線）である。
浅草駅にて松屋浅草店、上野広小路駅にて松坂屋上野店、三越前駅にて日本橋三越本店、日本橋駅にて日本橋高島屋、銀座駅にて銀座三越と松屋銀座、渋谷駅にて東急百貨店東横店（現在は閉店）と繋がっている。これらの百貨店の多くが地下鉄開業以前の開店か同時期に創業した老舗であり、買物客の誘致を図って、古くから地下鉄と百貨店各店とのタイアップも積極的に行われてきた。駅自体がタイアップで設置された三越前駅は端的な事例である。三越前駅に関しては日本橋三越本店が、日本橋駅に関しては日本橋高島屋が駅の建設費を負担している。その他、白木屋（元・東急日本橋店）や銀座松屋、銀座三越等が地下鉄の建設費の一部を負担している。
車両基地の上野検車区は地上と地下の2層構造になっており、地上車庫の入口箇所には日本の地下鉄では唯一となった踏切（しかも日本では珍しい、道路の通行が優先される軌道遮断式。同種の踏切はイギリスに存在する）が存在する。また、渋谷駅周辺は窪地となっており、同駅では東急百貨店東横店3階にあったホームから発着していたが、基盤整備によりホームを東口バスターミナル付近に移設する工事が進められ、2020年1月3日に新ホームの供用が開始された。

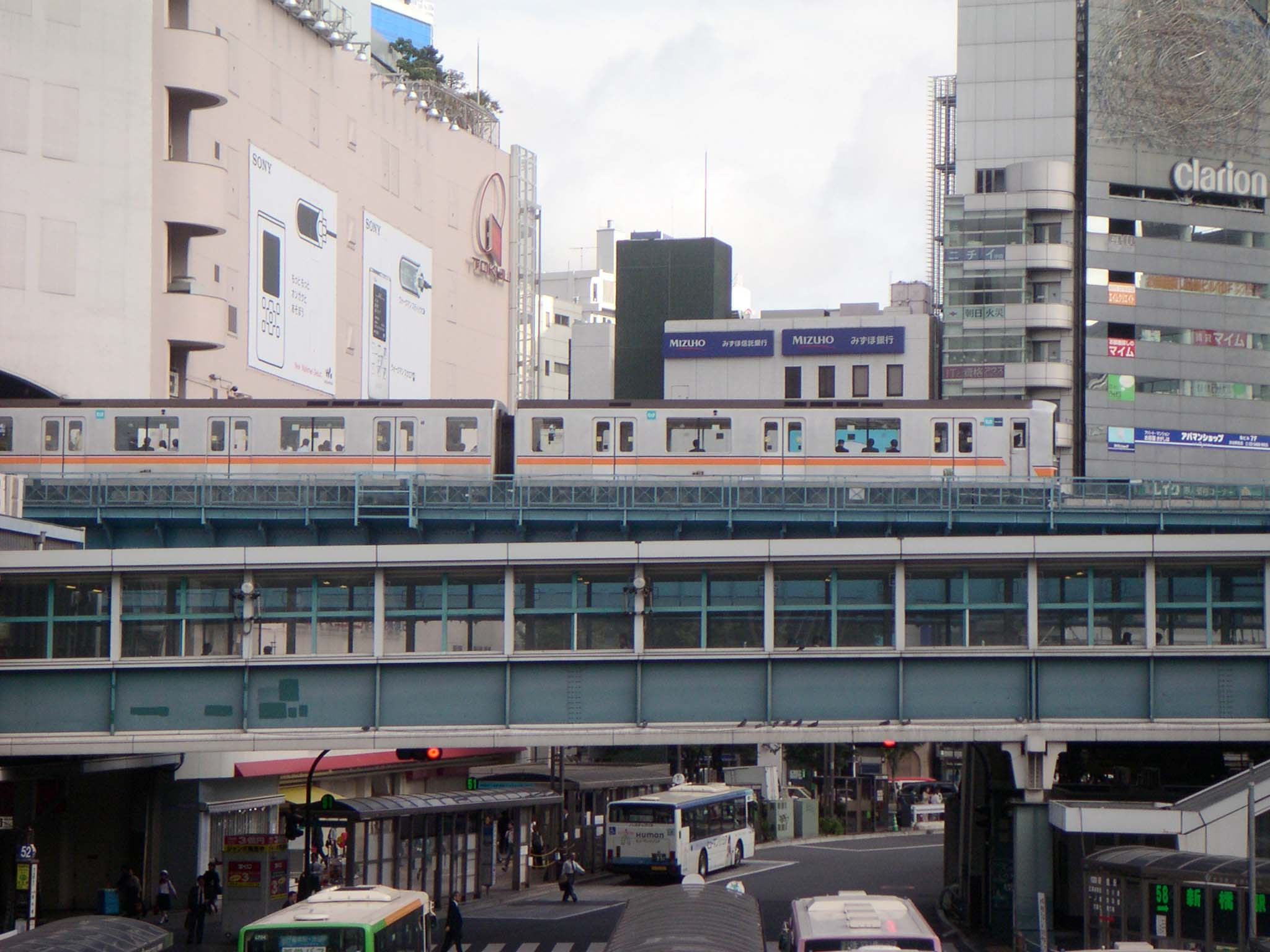
渋谷駅東急東横店3階のホームから出て明治通りを跨ぎ、表参道駅に向かう01系（2005年5月5日撮影）

ホーム有効長が編成長ぎりぎりの駅が多いことから、オーバーラン防止と駅進入速度の向上による運転間隔の短縮・輸送力増強を図るために定位置停止装置（TASC）が設置されている。
銀座線は開削工法で建設されたため、後発の他路線に比べて乗り場が浅く、田原町駅や稲荷町駅、末広町駅などの一部の駅では階段を降りるとすぐに改札口があり、改札口の先にすぐホームがあるという利用しやすい形態になっている。相対式ホームの駅ではそのほとんどで線路間を隔てて建てられている支柱がリベット組みの鉄骨となっており、日本最初の地下鉄の歴史を偲ぶことができる。
2012年12月17日、銀座線全19駅をリニューアルすることが発表された。2017年度中に浅草駅 - 京橋駅間を、2022年度までに全駅をリニューアルする計画で、ホームや改札口を刷新し、2012年12月30日に開業85周年を迎える日本最古の地下鉄として歴史を守りつつ、各駅に先端の機能を取り入れた主要路線として新たなイメージ定着を目指すとしている。

### 連絡線
赤坂見附駅の溜池山王側には丸ノ内線とを結ぶ連絡線がある。銀座線車両の重点検整備に際しては、中野工場（中野富士見町駅近在）や小石川CR（茗荷谷駅近在）への回送時にこの連絡線を通過する。過去には隅田川花火大会開催日の臨時列車「花火ライナー」（1992年 - 1999年。丸ノ内線新宿駅発浅草駅行）や浅草寺への初詣客向けの「初詣新春らいなー」（1993年 - 廃止時期不明。運転区間は花火ライナーと同一）、中野工場見学会などのイベント列車なども通過していた。2010年5月2日には映画『仮面ライダー×仮面ライダー×仮面ライダー THE MOVIE 超・電王トリロジー』公開を記念したイベント列車「メトロデンライナー」が上野駅 - 赤坂見附駅 - 中野富士見町駅間で運転され、連絡線を通過した。なお2008年以降丸ノ内線がホームドア使用のワンマン運転となったこともあり、車両ドアとホームドアの位置の関係から、丸ノ内線駅ホームでの乗降を取り扱わないイベント列車を除いての直通運転は行われていない。

## 沿革
浅草駅 - 新橋駅間は「東京地下鉄道」によって建設・運営された。本来は新橋駅から浅草駅まで一挙に開通させることを目指していたものの、関東大震災（1923年）による不況のため資金調達が困難になり、当時は日本一の繁華街で、高収益が見込める浅草から上野までの建設を先行させたのである。なお、建設は関東大震災後の1925年（大正14年）に開始された。1927年（昭和2年）の開業当初は物珍しさもあって乗車時間がわずか5分の区間に乗車するため、2時間待ちの行列ができたという。その後の経営も順調で、1934年（昭和9年）までに全通した。
一方、渋谷駅 - 新橋駅間は目黒蒲田電鉄系（東急の前身）の「東京高速鉄道」により建設・運営され、支那事変（日中戦争）中の1939年（昭和14年）までに全通した。同区間は当初、東京市が市営での事業経営を目論んでいたため、東京市から免許の譲渡契約を結んだ上で建設された。譲渡契約は将来的に東京地下鉄道と合併すること、東京市が買収したいときはいつでも応じることが盛り込まれた内容であった。
1939年（昭和14年）9月16日から、東京地下鉄道との相互乗り入れ運転が開始。この際、ラッシュ時の運転間隔が2分半から2分に短縮された。さらに1941年（昭和16年）7月には、両社は陸上交通事業調整法に基づき、特殊法人「帝都高速度交通営団」（営団地下鉄）に統合された。営団の発足に伴い学生定期券が新たに導入された（従前は高速鉄道側のみで発売されていた）。
同年12月の太平洋戦争開戦後しばらく、日本本土は1942年（昭和17年）4月18日のドーリットル空襲を除き戦禍に見舞われなかった上、経済活動が活発化して鉄道需要も高まったため、同年12月31日より全列車を3両編成とするなど輸送力増大に対応した。しかし戦争激化による電力不足のため、1943年（昭和18年）1月19日以降は節電ダイヤとして、一部列車の運行区間短縮（一部列車の三越前駅 - 渋谷駅間折り返し運転、休日は運休）や速度低下などの措置がとられる。その後もさらなる電力状況の悪化や、車両部品不足による運用可能な電動車の減少などにより、スピードダウンや運行本数減少が相次いだ。
戦争末期には東京はアメリカ軍により繰り返し爆撃を受けるようになり（東京大空襲）、土被りの浅い本路線は空襲の度に運休を余儀なくされた。また、土被りの浅さから他路線の地下鉄（例えば大阪市の御堂筋線）のように防空壕代わりに使用されることはなかった。
1945年（昭和20年）1月27日の空襲時には、銀座通り（現・中央通り）上に投下された爆弾より銀座駅や京橋駅が被害を受け乗客多数が死亡し、さらに水道管の破裂により、日本橋駅 - 新橋駅間のトンネルが浸水したため、浅草駅 - 三越前駅間、新橋駅 - 渋谷駅間で折り返し運転を行い、2月1日から新橋駅 - 三越前駅間を単線運転で再開させた（全線復旧は3月10日）。また5月25日には、渋谷検車区に着弾して車輌5両が焼損（廃車とはならず、後に修復して復帰）する被害を受けた。6月1日時点では在籍車両84両のうち稼動車は24両のみとなり、また空襲により駅周辺が過疎となったことから、田原町駅と末広町駅では1946年（昭和21年）10月14日まで時間を限って駅通過扱いとされた。
終戦後もしばらく劣悪な電力事情から低速運行が続いたが、徐々に戦前の水準を回復し、さらに1949年（昭和24年）3月15日には新型車両（1300形）が導入された。丸ノ内線が開業する前年の1953年（昭和28年）には、当線に銀座線の名称が付与され、長く営団の重要路線として機能することとなる。そして、2004年（平成16年）4月1日の営団の民営化に伴う「東京地下鉄」の発足に際しては、上野駅で発車式が行われた。

### 都市計画と延伸計画
太平洋戦争後、戦災復興院によって「東京都市計画高速鉄道網」の改訂が行われ、1946年（昭和21年）12月7日に戦災復興院告示第252号によって戦後の第3号線は「大橋 - 渋谷 - 浅草間」の路線として告示し、都市計画を決定した。
日本最古の地下鉄である区間を含むにもかかわらず『鉄道要覧』での路線名が「3号線銀座線」を名乗るのは、前述の戦災復興院の告示において、開業の順序にかかわらず、都心への路線が東京湾に近い方から時計回りに計画路線番号を割り当てたためである。
1962年（昭和37年）6月の都市交通審議会答申第6号において、第3号線は「二子玉川方面より渋谷、赤坂見附、新橋、神田、上野及び浅草の各方面を経て三ノ輪方面に至る路線」として答申され、8月29日の建設省告示第2187号により、第3号線二子玉川園駅 - 三ノ輪間（26.0 km）の都市計画が決定された。
しかし、1968年（昭和43年）4月の答申第10号において、第3号線は渋谷 - 三ノ輪間（17.3 km）に短縮され、二子玉川園 - 渋谷間（東急新玉川線の建設を予定）は銀座線規格の第三軌条方式の路線から架空電車線方式の路線となり、新たに追加された第11号線（半蔵門線）の一部となった。その後1977年（昭和52年）4月に東急新玉川線（現在の東急田園都市線）として開業している。
浅草 - 三ノ輪間（3.2 km、途中駅なし）の延伸は、都市高速鉄道第3号線としての都市計画決定が行われ現在も有効であるが、1985年（昭和60年）の運輸政策審議会答申第7号にて同区間の延伸は削除されており、事実上の凍結状態となっている。

### 年表

#### 東京地下鉄道
- 1925年（大正14年）9月27日：浅草駅 - 上野駅間着工[22]。
- 1927年（昭和2年）
  - 7月10日：上野駅 - 万世橋駅間着工[22]。
  - 12月29日：浅草駅 - 上野駅間の開通式および関係者による試乗[新聞 4]。
  - 12月30日：浅草駅 - 上野駅間（2.2 km）開業[22]。
- 1929年（昭和4年）6月7日：万世橋駅 - 神田駅間着工[23]。
- 1930年（昭和5年）1月1日：上野駅 - 万世橋駅間（1.7 km）開業[23]。
  - 万世橋駅は、東京市街を東西に流れる神田川の下を掘り抜く工事の難航が予想されたため北岸に仮駅として設けられた。廃駅（後述）になった後は一般の立ち入りはできないが、地下に遺構が残っている[24]。
- 1931年（昭和6年）
  - 2月25日：神田駅 - 三越前駅間着工[23]。
  - 10月10日：三越前駅 - 京橋駅間着工[23]。
  - 11月21日：万世橋駅 - 神田駅間（0.5 km）開業。万世橋駅は廃止[23]。
- 1932年（昭和7年）
  - 4月29日：神田 - 三越前間（0.7 km）開業[23]。
  - 12月24日：三越前 - 京橋間（1.3 km）開業[23]。
- 1933年（昭和8年）
  - 1月7日：京橋駅 - 銀座駅間着工[25]。
  - 4月10日：銀座駅 - 新橋駅着工[25]。
- 1934年（昭和9年）
  - 3月3日：京橋駅 - 銀座駅間（0.7 km）開業[25]。
  - 6月21日：銀座駅 - 新橋駅間（0.9 km）開業[25]。
- 1939年（昭和14年）
  - 4月19日：東京高速鉄道との連絡特定運賃を設定[26]。
  - 9月16日：東京高速鉄道と相互直通運転開始[26]。
- 1941年（昭和16年）9月1日：路線を帝都高速度交通営団に譲渡[26]。

#### 東京高速鉄道
- 1935年（昭和10年）
  - 10月18日：虎ノ門駅 - 新橋駅間着工[25]。
  - 12月6日：宮益坂 - 青山四丁目駅（現・外苑前駅）間着工[25]。
- 1936年（昭和11年）
  - 3月7日：青山四丁目駅 - 赤坂新町一丁目間着工[25]。
  - 5月12日：赤坂新町一丁目 - 虎ノ門駅間着工[25]。
- 1937年（昭和12年）
  - 3月1日：中通道路 - 宮益坂間着工[25]。
  - 11月30日：大和田 - 中通道路間着工[25]。
- 1938年（昭和13年）
  - 11月18日：青山六丁目駅（現・表参道駅） - 虎ノ門駅間（4.4 km) 開業[25]。単線並列運転[25]。青山六丁目駅は、現在よりやや渋谷寄りに設置された。
  - 12月20日：渋谷駅 - 青山六丁目駅間（1.1 km）開業[25]。赤坂見附駅 - 虎ノ門駅間は単線運転[25]。
- 1939年（昭和14年）
  - 1月15日：虎ノ門駅 - 新橋駅間（0.7 km）開業[26]。
    - 東京高速鉄道の新橋駅は現在の駅である東京地下鉄道の新橋駅より西側の場所に設けられた。統合後は留置線として使用され、イベントで何度か公開されている。

  - 4月19日：東京地下鉄道との連絡特定運賃を設定[26]。
  - 9月16日：東京地下鉄道と相互直通運転開始[26]。新橋駅を東京地下鉄道の新橋駅に統合。渋谷起点変更（+0.3 km）[26]。青山四丁目駅を外苑前駅に、青山六丁目駅を神宮前駅に改称。
- 1941年（昭和16年）9月1日：路線を帝都高速度交通営団に譲渡[26]。

#### 帝都高速度交通営団
- 1941年（昭和16年）

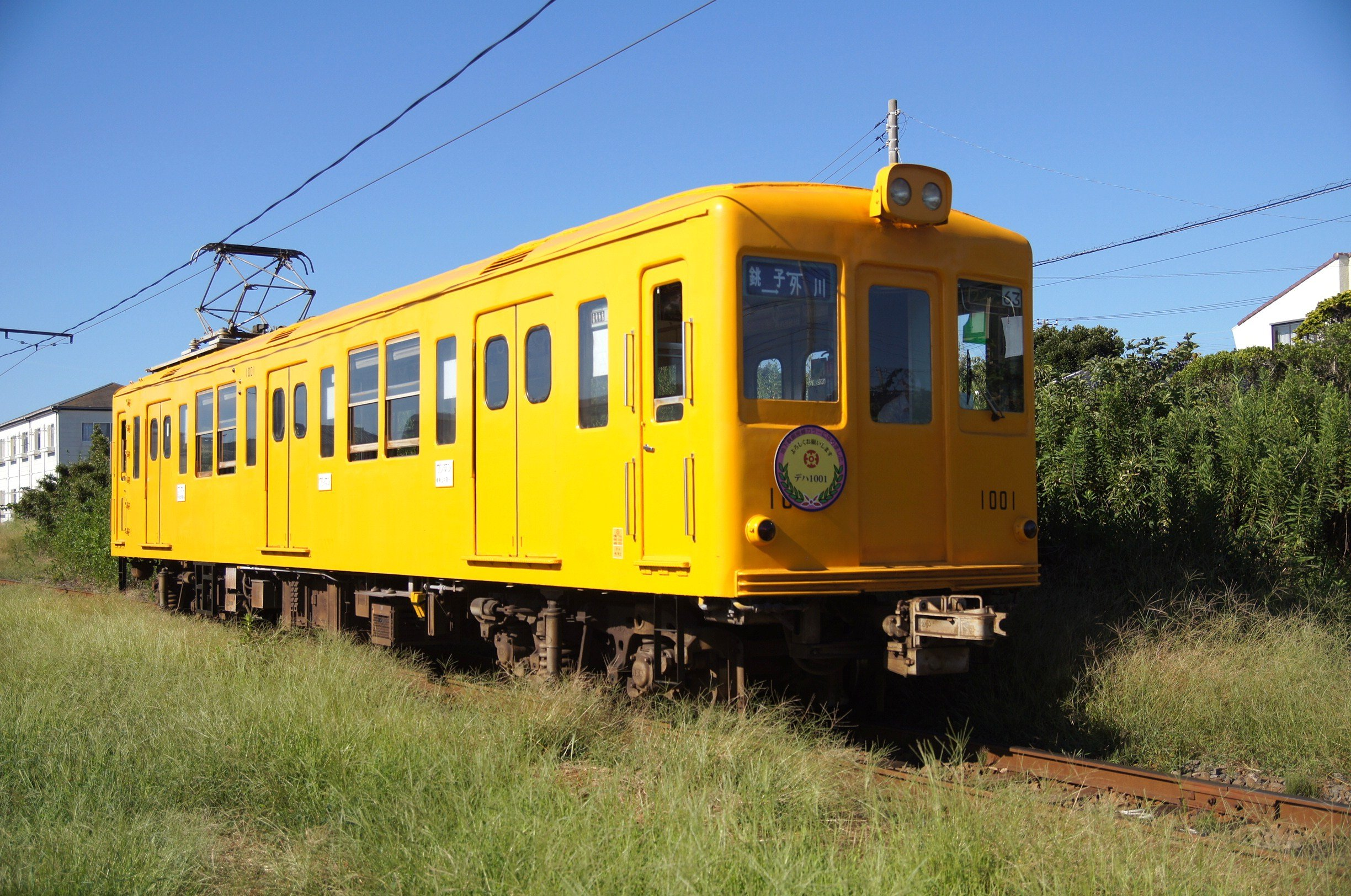
元は長らく銀座線の主力として運用された2000形である、銚子電気鉄道1000形の銀座線復刻塗装

  - 9月1日：帝都高速度交通営団発足。東京地下鉄道、東京高速鉄道から路線譲受（14.3 km）[26]。
  - 12月1日：全列車を2両もしくは3両編成の運行とし、単車運転を終了[27]。
- 1942年（昭和17年）12月31日：全列車を3両編成での運行に統一[16]。
- 1944年（昭和19年）
  - 4月1日：休日ダイヤを初めて導入[16]。
  - 10月10日：新橋駅旧本線を使用し、夕方ラッシュ時（17時 - 19時30分）に虎ノ門駅 - 渋谷駅間ノンストップの急行列車を3往復運転（B線は回送扱い）、年末まで継続[28]。
- 1945年（昭和20年）
  - 1月27日：連合国軍機の空襲の被害を受け一部区間運休（3月10日に全線復旧）[29]。
  - 10月10日：虎ノ門駅 - 渋谷駅間ノンストップ電車運転（同年12月31日まで）[30]。
- 1953年（昭和28年）12月1日：路線名称を銀座線と決定[31]。
- 1955年（昭和30年）5月1日：一部列車で4両編成での運行を開始[32]。ただし、当初は旧・東京高速鉄道の駅である神宮前・外苑前・青山一丁目・虎ノ門の各駅ホーム有効長が3両分しかなかったため、当該駅では浅草方1両を締切扱いとした[32]。添乗車掌の乗務開始[32]。
- 1956年（昭和31年）10月1日：一部列車で5両編成での運行を開始[33]。旧・東京高速鉄道の駅では2両を締切扱いとした[33]。
- 1957年（昭和32年）
  - 7月1日：締切運転を解消[34]。添乗車掌を廃止[34]。
  - 7月13日：全駅5両編成の客扱いを開始[34]。
- 1960年（昭和35年）11月28日：朝ラッシュ時に一部列車で6両編成の運転を開始[35]。
- 1963年（昭和38年）9月5日：京橋駅で車内に仕掛けられた時限爆弾が爆発し、乗客10名が負傷（草加次郎事件の一つ）[36][新聞 5]。
- 1966年（昭和41年）
  - 1月6日：全列車を6両編成で運転開始[37]。
  - 9月19日：誘導無線（IR）の使用を開始[38]。
- 1968年（昭和43年）
  - 4月10日：都市交通審議会答申第10号にて、東京3号線は渋谷方面より赤坂見附、新橋、神田、上野及び浅草の各方面を経て三ノ輪方面に至る路線として提示。
  - 5月 - 7月：開業以来使用してきた旧形車両60両を廃車[39]。
- 1972年（昭和47年）10月20日：神宮前駅を表参道駅に改称[40]。
- 1978年（昭和53年）8月1日：表参道駅を外苑前駅側に約180 m移設[41]。
- 1984年（昭和59年）
  - 1月1日：01系試作車営業運転開始[42]。
  - 11月30日：01系量産車営業運転開始[43][42]。
- 1985年（昭和60年）7月11日：運輸政策審議会答申第7号にて、浅草 - 三ノ輪間の延伸計画を削除。
- 1986年（昭和61年）10月9日：旧性能車（吊りかけ駆動方式）を含んだ最後の編成（1572号 + 1244号）が運用から外される[44]。
- 1990年（平成2年）8月13日：冷房車両の運転を開始[45]。
- 1993年（平成5年）
  - 7月30日：2000形・1500N形車両の営業運転を終了[46]。これにより無電区間での瞬間停電現象が解消される。
  - 7月31日：保安装置を新CS-ATC化[47]、および定位置停止装置（TASC）導入[48]。全車両を01系に統一[47]。
  - 8月2日：ATC化に対応した全面的なダイヤ改正を実施し、運転最高速度を55 km/hから65 km/hに引き上げ[47][49]。浅草駅 - 渋谷駅間の所要時間を4分短縮[47][49]。
- 1995年（平成7年）
  - 3月20日：地下鉄サリン事件に関連して午前中の運転を休止、午後から再開。
  - 3月27日：列車運行管理システム（PTC）を導入[50]。
  - 8月24日：全車両が冷房車両となる[51]。
- 1997年（平成9年）9月30日：溜池山王駅開業（虎ノ門駅 - 赤坂見附駅間）[報道 3][52]。銀座線の新駅としては1938年の渋谷駅以来59年ぶり。
- 2000年（平成12年）12月12日：上野広小路駅と日比谷線仲御徒町駅との連絡業務を開始[報道 4]。
- 2002年（平成14年）8月25日：新橋駅構内線路リフレッシュ工事のため、始発から8時50分まで銀座駅 - 溜池山王駅間で運休[報道 5]。

#### 東京地下鉄
- 2004年（平成16年）4月1日：帝都高速度交通営団が民営化され東京地下鉄（東京メトロ）になる[報道 6]。
- 2008年（平成20年）8月29日：浅草駅 - 新橋駅間が「土木学会選奨土木遺産」に認定される[報道 7]。
- 2009年（平成21年）2月6日：銀座線が「近代化産業遺産」に認定される[報道 8]。
- 2012年（平成24年）
  - 4月11日：1000系電車が営業運転開始[報道 9][新聞 6]。
  - 9月13日：銀座駅 - 神田駅で携帯電話の利用が可能となる[報道 10]。
  - 10月30日：浅草駅・上野駅で発車合図メロディを導入[報道 11]。翌31日には銀座駅と溜池山王駅にも導入[報道 11]。
  - 12月6日：青山一丁目駅 - 渋谷駅間で携帯電話の利用が可能となる[報道 12]。
- 2013年（平成25年）
  - 1月24日：銀座駅 - 青山一丁目駅間で携帯電話の利用が可能となる[報道 13]。
  - 3月21日：浅草駅 - 神田駅間で携帯電話の利用が可能となる[報道 14]。
- 2016年（平成27年）3月12日：上野駅でホームドアを使用開始[報道 15]。
- 2017年（平成29年）3月10日：01系電車の営業運転を終了[報道 16][53]。
- 2019年（令和元年）12月27日：この日の終電をもって、渋谷駅旧ホームの供用を終了[報道 1][新聞 1]。
- 2020年（令和2年）
  - 1月3日：渋谷駅の移設が完了し、新駅舎および新ホームの供用を開始[報道 1][新聞 1]。同時に銀座線渋谷駅 - 表参道駅の駅間キロが1.3 kmから1.2 kmに短縮されたため、路線全体のキロ程も14.3 km[54]から14.2 km[55]に変更。ただし、東京メトロの旅客営業規程第13条に渋谷駅 - 表参道駅間の運賃計算キロを1.3 km（半蔵門線の駅間キロ）とする旨が追加されたため、運賃計算上の最短経路が渋谷駅 - 表参道駅間を経由する駅相互間の運賃に変更なし[56]。
  - 6月6日
    - 虎ノ門駅と同日新規開業する日比谷線虎ノ門ヒルズ駅との乗り換え業務を開始[報道 17][報道 18]。
    - 銀座駅と有楽町線銀座一丁目駅との乗り換え業務を開始[報道 18]。

### 建設費用
- 東京地下鉄道が建設した浅草駅 - 新橋駅間の建設費用は、総額4,213万円であった[57]。
- 東京高速鉄道が建設した渋谷駅 - 新橋駅間の建設費用は、総額2,126万円であった[57]。

### 駒形土砂搬出線
浅草駅 - 上野駅間の土木工事に発生した土砂（掘削土・主に田原町駅方面から）は隅田川の水運（土運搬船）で搬出していた。この土砂搬出用として、駒形橋西詰交差点付近の地下（本線トンネル）から東に向かって約70 mのトンネル（高さ：1.83 m 、幅：3.05 m）および約20 mの切開部を構築し、隅田川河岸付近で地上に出て、隅田川に沿った桟橋 (112.78 m) が構築された。搬出した土砂は約36,000 m3にもなる。
トンネル（坑道）には軌道が2線敷設されており、電動回転のエンドレスワイヤーによって小型トロリー（貨車）を往復運転して、桟橋まで搬出していた。田原町方面からの土砂は、トロリーに積載して小型ガソリン機関車けん引で当地点まで運び、ここで解放してトロリーは1両ごとにワイヤーへ引っ掛けて桟橋まで運搬していた。

## 運行形態
平日朝夕ラッシュ時は最短2分間隔、日中は4 - 5分間隔（コロナ禍前は3分間隔）で運行されている。
全区間（浅草駅 - 渋谷駅間）直通運転を基本とする。全線の所要時間は33分である。
- 平日朝夕と終列車時間帯に上野駅 - 渋谷駅間の列車が設定されている[59]。また、早朝と深夜に浅草駅 - 上野駅間の区間運転列車が数本ある[60][61]。
- 溜池山王駅で夜間留置した車両の出庫列車として、溜池山王駅発渋谷駅行きと虎ノ門駅発浅草駅行き（平日のみ）が早朝に各1本設定されている。
- 新橋駅で夜間留置した車両の出庫列車として、土休日の早朝に新橋駅発浅草駅行き列車が設定されている。
- 大晦日から元日にかけての終夜運転では、浅草駅 - 上野駅間の区間運転列車と全区間直通運転列車（2019年12月31日 - 2020年1月1日のみ浅草駅 - 溜池山王駅間）が運転されており、両列車が重複する区間では7.5分間隔となる。区間列車の場合、上野駅では浅草方面のホームに到着して折り返す。

### 運転時間と車両運用の沿革
1993年（平成5年）7月30日までは01系車両と旧形車両（先頭に2000形・中間に1500N形組込）で運用し、保安装置は打子式ATSを使用してきた。最高速度は55 km/h、全線所要時分は34分30秒、最大運用数は36本（予備4本）であった。7月30日の終電後に保安装置の切り換えを実施し、翌7月31日からは新CS-ATC化と全車両が01系に統一された。
旧形車引退後の1993年8月2日、01系統一による車両性能の向上（旧型車両と比較して、01系は35 km/h以上の加速性能が優れている）と曲線および分岐器通過速度の向上、保安装置の新CS-ATC化とTASC（駅定置停止制御装置）の使用開始を反映したダイヤ改正を実施した。これにより最高速度は65 km/hに向上し、全線所要時分は4分短縮した30分30秒に、朝ラッシュ時に3本の列車増発を行っても、最大運用数は2本削減した34本（予備3本）となった。
銀座線のTASCはホームドアなどの設置を目的としたものではなく、銀座線の各駅はホーム有効長と列車の長さがほぼ同じで、運転士の個人差に左右されるブレーキ操作をTASCにより均一化することを目的としたものである。TASCの停止精度は± 50 cm以内となっている。
その後、1997年（平成9年）9月30日には溜池山王駅開業に伴い、全線所要時分は55秒増えた31分25秒となり、運用数が1本増えた35本（予備3本）となった。このため、第38編成が新製された。
なお、01系の置き換えを目的として2011年（平成23年）度より順次導入された1000系も当初は置き換え対象の01系と同数の38本の導入予定であったが、東京メトロが2016年3月28日に発表した、2016年度から2018年度までの3年間の中期経営計画『東京メトロプラン2018〜「安心の提供」と「成長への挑戦」〜』において、今後銀座線全駅に整備を予定しているホームドアの関係で各駅での停車時分が拡大し、全線所要時分・運用数がそれぞれ増えることになり、2本増の40本の導入へと変更された。

## 車両
建設費削減のためにトンネル断面が小さいゆえ、1両の車両長が16 m、1編成6両の長さが96 m、車幅が2,550 mmと、車体の規格が東京メトロで最も小さい。そのため、1両あたりの乗車定員が少ない、車内冷房装置の屋外機が屋根に取り付けられない、などの制約が生じている。初めての地下鉄建設とあって将来的な輸送の見込みを立てるのは困難であり、実際開業当時は十分な輸送力を持っていたが、現代に至っては輸送力不足を招く結果になっている。
第三軌条方式を採用しているため分岐器の前後で無電区間が生じている箇所がある。このため車両間引き通しを持たず、600 V電源を直接使用して室内灯等に用いていた01系導入前の車両（電動発電機搭載の100形・1500N形を除く）では、ポイント通過時や駅到着直前に室内灯や扇風機などが瞬間停電し、代わりにバッテリー電源の非常灯が点灯していた。現在運用されている車両には引き通し線が装備されており、停電することはなくなった。
冷房装置については、前述の理由で車両冷房化が困難であったことにより、一般の鉄道車両においては冷房装置搭載が一般的になっていた1983年から製造が開始された01系も当初は非冷房で製造されたが、1990年頃になって薄型冷房装置が開発されたことにより屋根上に搭載できるようになったため、これ以降に製造された01系からは当初より冷房が搭載され、冷房装置なしで登場した01系にも冷房装置の設置が行われた。現在運用されている1000系車両には全編成に冷房装置が取り付けられている。なお地上区間がごく短いことや、地下線内は地上ほど冷え込まないという事情もあって、開業時から01系初期型に至るまで銀座線電車には暖房装置も装備されていなかった。

### 現在の車両
- 1000系 - 6両編成40本240両が在籍している。2013年春より量産を開始し、2017年3月をもって従来の01系をすべて置き換えた[報道 9][69]。

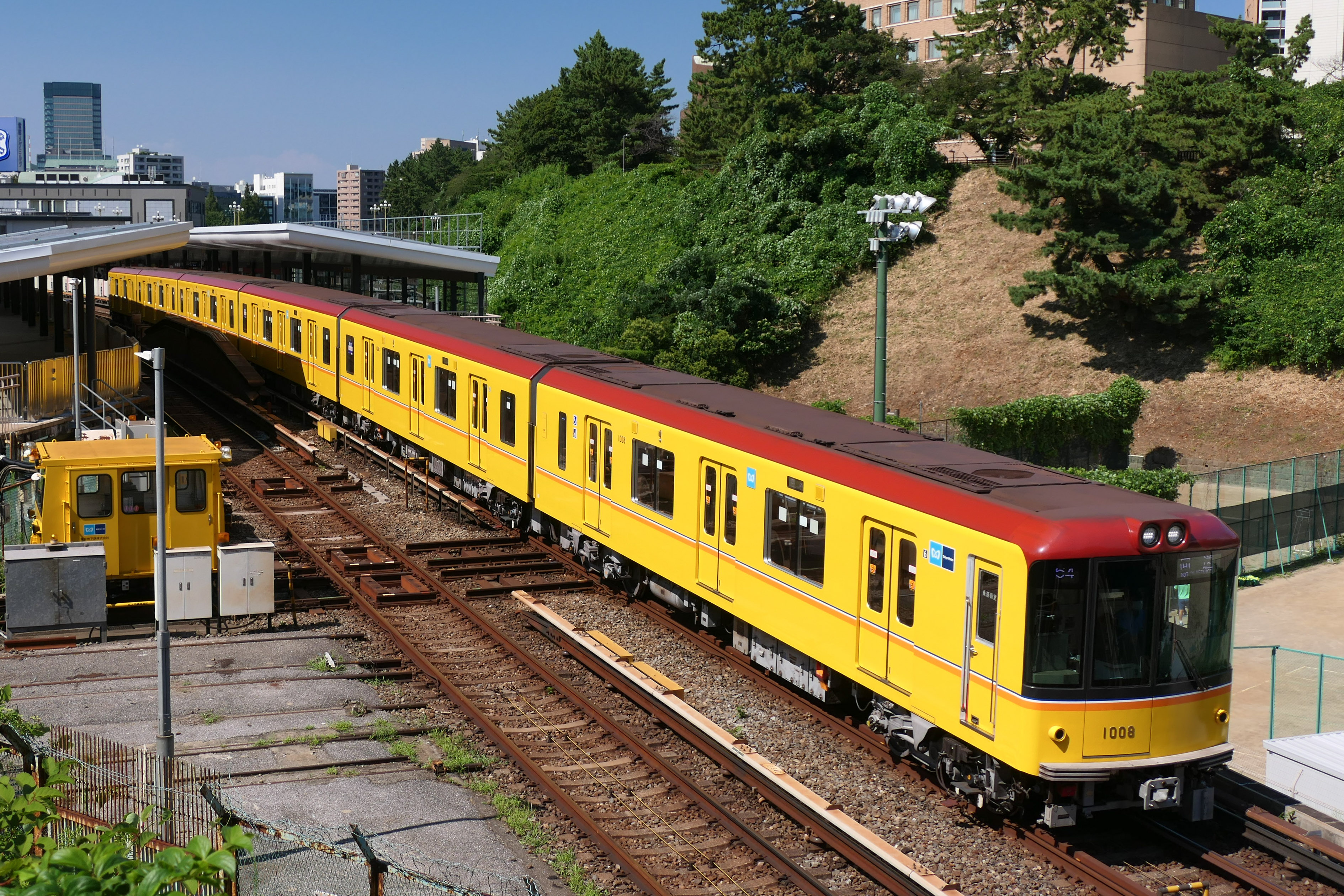
1000系 浅草 - 上野間開業時の車両1000形の塗色を再現したカラーフィルムによるラッピングが施されている。
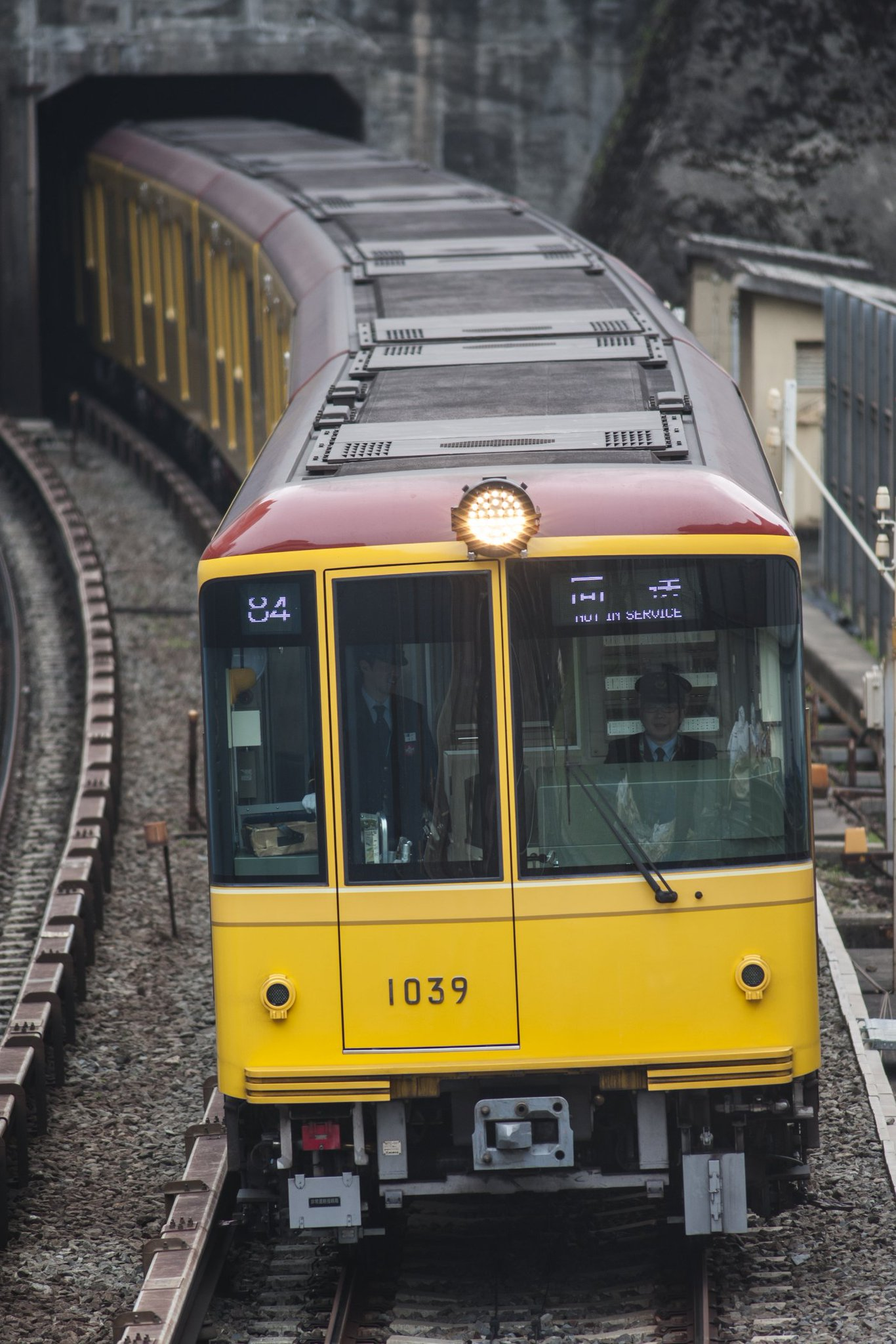
1000系特別仕様車

### 過去の車両
- 1000形
- 1100形
- 1200形
- 100形
- 1300形
- 1400形
- 1500形
- 1600形
- 1700形
- 1800形
- 1900形
- 2000形
- 01系[報道 16]

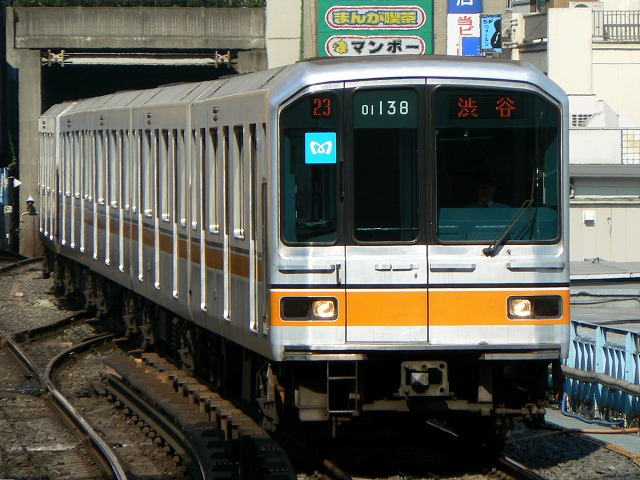
01系第38編成 VVVFインバータ制御で、1997年に溜池山王駅開業にあわせ落成。

旧型車両の塗色は、1927年の開業用の車両の製作にあたってベルリン地下鉄の淡黄色を参考とした。しかし、戦中・戦後の混乱期に色見本を紛失したため、改めて記憶で色見本を製作したものがやや濃い目となり、その後作り直すたびにさらに濃くなったという。

## 利用状況
2023年（令和5年）度の最混雑区間（B線、赤坂見附駅 → 溜池山王駅間）の混雑率は98%である。
表参道駅は半蔵門線と、赤坂見附駅は丸ノ内線と対面乗り換えができる駅であり、始発駅の渋谷駅のみならず各路線から新橋駅周辺への最短ルートとなるため混雑する。1988年度まで混雑率は230%を超えていたが、1989年に半蔵門線が三越前駅まで延伸開業してバイパス路線となったことにより、1990年度に200%を下回った。その後も輸送人員の減少により混雑が緩和し、2001年度に170%を下回った。逆方向も宇都宮線、高崎線、常磐線が乗り入れる上野駅のほか、東西線と接続する日本橋駅から混雑が激しくなるが、上野東京ラインの開業により上野駅 - 新橋駅間が当路線と並走するようになり、混雑は緩和されている。
2007年度の一日平均通過人員は、虎ノ門駅 - 新橋駅間が392,196人で最も多く、これに次ぐのは溜池山王 - 虎ノ門間の391,849人である。渋谷駅 - 表参道駅間は258,609人であるが表参道駅 - 外苑前駅間が321,942人に増加し、日本橋駅までは一日平均通過人員が30万人を超える。京橋駅 - 日本橋駅間は313,981人であるが日本橋駅 - 三越前駅間で252,874人と一気に減少する。その後も通過人員が減少するが上野広小路駅 - 上野駅間は206,943人であり、上野駅までは一日平均通過人員が20万人を超える。上野駅 - 稲荷町駅間で126,225人と一気に減少し、一日平均通過人員が最も少ない田原町駅 - 浅草駅間は90,362人である。1人平均乗車キロは3.6 kmであり、これは東京メトロ全線で最も短い。
近年の輸送実績を下表に記す。表中、最高値を赤色で、最高値を記録した年度以降の最低値を青色で、最高値を記録した年度以前の最低値を緑色で表記している。
| 年度               | 最混雑区間（B線、赤坂見附 → 溜池山王間）輸送実績 | 最混雑区間（B線、赤坂見附 → 溜池山王間）輸送実績 | 最混雑区間（B線、赤坂見附 → 溜池山王間）輸送実績 | 最混雑区間（B線、赤坂見附 → 溜池山王間）輸送実績 | 特記事項                                         |
| 年度               | 運転本数：本                                     | 輸送力：人                                       | 輸送量：人                                       | 混雑率：%                                        | 特記事項                                         |
| ------------------ | ------------------------------------------------ | ------------------------------------------------ | ------------------------------------------------ | ------------------------------------------------ | ------------------------------------------------ |
| 1963年（昭和38年） | 29                                               | 17,226                                           | 38,158                                           | 222                                              | 最混雑区間は赤坂見附駅 → 虎ノ門駅間              |
| 1964年（昭和39年） | 29                                               | 17,226                                           | 34,706                                           | 202                                              | 1964年8月29日、日比谷線全線開業                  |
| 1965年（昭和40年） | 29                                               | 17,261                                           | 36,563                                           | 212                                              |                                                  |
| 1966年（昭和41年） | 29                                               | 17,278                                           | 36,927                                           | 214                                              |                                                  |
| 1967年（昭和42年） | 29                                               | 17,313                                           | 35,152                                           | 203                                              |                                                  |
| 1968年（昭和43年） | 29                                               | 17,400                                           | 37,444                                           | 215                                              |                                                  |
| 1969年（昭和44年） | 29                                               | 17,470                                           | 40,019                                           | 229                                              |                                                  |
| 1970年（昭和45年） | 29                                               | 17,470                                           | 40,890                                           | 234                                              |                                                  |
| 1971年（昭和46年） | 29                                               | 17,470                                           | 41,778                                           | 239                                              |                                                  |
| 1972年（昭和47年） | 29                                               | 17,470                                           | 42,797                                           | 245                                              |                                                  |
| 1973年（昭和48年） | 29                                               | 17,470                                           | 43,336                                           | 248                                              |                                                  |
| 1974年（昭和49年） | 29                                               | 17,470                                           | 42,946                                           | 246                                              |                                                  |
| 1975年（昭和50年） | 29                                               | 17,470                                           | 41,137                                           | 235                                              |                                                  |
| 1976年（昭和51年） | 29                                               | 17,470                                           | 39,741                                           | 227                                              |                                                  |
| 1977年（昭和52年） | 29                                               | 17,470                                           | 40,382                                           | 231                                              |                                                  |
| 1978年（昭和53年） | 29                                               | 17,470                                           | 40,882                                           | 234                                              |                                                  |
| 1979年（昭和54年） | 29                                               | 17,470                                           | 42,115                                           | 241                                              | 1979年9月21日、半蔵門線青山一丁目 - 永田町間開業 |
| 1980年（昭和55年） | 29                                               | 17,470                                           | 41,314                                           | 236                                              |                                                  |
| 1981年（昭和56年） | 29                                               | 17,470                                           | 42,223                                           | 242                                              |                                                  |
| 1982年（昭和57年） | 29                                               | 17,470                                           | 42,407                                           | 243                                              | 1982年12月9日、半蔵門線永田町 - 半蔵門間開業     |
| 1983年（昭和58年） | 29                                               | 17,470                                           | 44,336                                           | 254                                              |                                                  |
| 1984年（昭和59年） | 29                                               | 17,470                                           | 43,816                                           | 251                                              |                                                  |
| 1985年（昭和60年） | 29                                               | 17,470                                           | 42,256                                           | 242                                              |                                                  |
| 1986年（昭和61年） | 29                                               | 17,470                                           | 42,125                                           | 241                                              |                                                  |
| 1987年（昭和62年） | 29                                               | 17,470                                           | 41,953                                           | 240                                              |                                                  |
| 1988年（昭和63年） | 29                                               | 17,632                                           | 40,955                                           | 232                                              | 1989年1月26日、半蔵門線半蔵門 - 三越前間開業     |
| 1989年（平成元年） | 29                                               | 17,632                                           | 36,265                                           | 206                                              |                                                  |
| 1990年（平成02年） | 30                                               | 18,240                                           | 35,758                                           | 196                                              | 1990年11月28日、半蔵門線三越前 - 水天宮前間開業  |
| 1991年（平成03年） | 30                                               | 18,240                                           | 31,626                                           | 173                                              |                                                  |
| 1992年（平成04年） | 30                                               | 18,240                                           | 33,347                                           | 183                                              |                                                  |
| 1993年（平成05年） | 30                                               | 18,240                                           | 32,072                                           | 176                                              |                                                  |
| 1994年（平成06年） | 30                                               | 18,240                                           | 31,018                                           | 170                                              |                                                  |
| 1995年（平成07年） | 30                                               | 18,240                                           | 31,086                                           | 170                                              |                                                  |
| 1996年（平成08年） | 30                                               | 18,240                                           | 31,016                                           | 170                                              |                                                  |
| 1997年（平成09年） | 30                                               | 18,240                                           | 32,175                                           | 176                                              | 最混雑区間を赤坂見附 → 溜池山王間に変更          |
| 1998年（平成10年） | 30                                               | 18,240                                           | 32,451                                           | 178                                              |                                                  |
| 1999年（平成11年） | 30                                               | 18,240                                           | 31,867                                           | 175                                              |                                                  |
| 2000年（平成12年） | 30                                               | 18,240                                           | 31,625                                           | 173                                              |                                                  |
| 2001年（平成13年） | 30                                               | 18,240                                           |                                                  | 169                                              |                                                  |
| 2002年（平成14年） | 30                                               | 18,240                                           | 30,609                                           | 168                                              | 2003年3月19日、半蔵門線水天宮前 - 押上間開業     |
| 2003年（平成15年） | 30                                               | 18,240                                           | 30,452                                           | 167                                              |                                                  |
| 2004年（平成16年） | 30                                               | 18,240                                           |                                                  | 162                                              |                                                  |
| 2005年（平成17年） | 30                                               | 18,240                                           |                                                  | 164                                              |                                                  |
| 2006年（平成18年） | 30                                               | 18,240                                           | 30,122                                           | 165                                              |                                                  |
| 2007年（平成19年） | 30                                               | 18,240                                           | 30,682                                           | 168                                              |                                                  |
| 2008年（平成20年） | 30                                               | 18,240                                           | 30,219                                           | 166                                              |                                                  |
| 2009年（平成21年） | 30                                               | 18,240                                           | 29,421                                           | 161                                              |                                                  |
| 2010年（平成22年） | 30                                               | 18,240                                           | 29,153                                           | 160                                              |                                                  |
| 2011年（平成23年） | 30                                               | 18,240                                           | 28,472                                           | 156                                              |                                                  |
| 2012年（平成24年） | 30                                               | 18,240                                           | 27,898                                           | 153                                              | 2013年3月16日、東急東横線渋谷駅が地下化          |
| 2013年（平成25年） | 30                                               | 18,240                                           | 27,882                                           | 153                                              |                                                  |
| 2014年（平成26年） | 30                                               | 18,240                                           | 28,530                                           | 156                                              |                                                  |
| 2015年（平成27年） | 30                                               | 18,240                                           | 28,891                                           | 158                                              |                                                  |
| 2016年（平成28年） | 30                                               | 18,240                                           | 28,650                                           | 158                                              |                                                  |
| 2017年（平成29年） | 30                                               | 18,300                                           | 29,241                                           | 160                                              |                                                  |
| 2018年（平成30年） | 30                                               | 18,300                                           | 29,240                                           | 160                                              |                                                  |
| 2019年（令和元年） | 30                                               | 18,300                                           | 29,264                                           | 160                                              |                                                  |
| 2020年（令和02年） | 30                                               | 18,300                                           | 17,915                                           | 98                                               |                                                  |
| 2021年（令和03年） | 30                                               | 18,300                                           | 16,883                                           | 92                                               |                                                  |
| 2022年（令和04年） | 26                                               | 15,860                                           | 14,908                                           | 94                                               |                                                  |
| 2023年（令和05年） | 26                                               | 15,860                                           | 15,543                                           | 98                                               |                                                  |

## 駅一覧
- 駅番号はB線方向（渋谷駅から浅草駅の方向）に増加。
- 全駅が東京都に所在。
- 運賃計算は渋谷駅 - 表参道駅間を1.3 kmとする運賃計算キロを用いる（表参道駅 - 浅草駅の各駅の渋谷駅からの運賃計算キロは、下表の累計キロに0.1 km加算）[56]。

| 駅番号 | 駅名                      | 営業キロ | 営業キロ | 接続路線 | 所在地   |
| 駅番号 | 駅名                      | 駅間     | 累計     | 接続路線 | 所在地   |
| ------ | ------------------------- | -------- | -------- | --- | -------- |
| G-01   | 渋谷駅                    | -        | 0.0      | 東京地下鉄： 半蔵門線 (Z-01)・ 副都心線 (F-16) 東日本旅客鉄道： 山手線 (JY 20)・ 埼京線 (JA 10)・ 湘南新宿ライン (JS 19) 東急電鉄： 東横線 (TY01)・ 田園都市線 (DT01) 京王電鉄： 井の頭線 (IN01)                                                                                   | 渋谷区   |
| G-02   | 表参道駅                  | 1.2      | 1.2      | 東京地下鉄： 千代田線 (C-04)・ 半蔵門線 (Z-02) | 港区     |
| G-03   | 外苑前駅                  | 0.7      | 1.9      | | 港区     |
| G-04   | 青山一丁目駅              | 0.7      | 2.6      | 東京地下鉄： 半蔵門線 (Z-03) 都営地下鉄： 大江戸線 (E-24) | 港区     |
| G-05   | 赤坂見附駅                | 1.3      | 3.9      | 東京地下鉄： 丸ノ内線 (M-13)・ 有楽町線 (永田町駅：Y-16)・ 半蔵門線 (永田町駅：Z-04)・ 南北線 (永田町駅：N-07) | 港区     |
| G-06   | 溜池山王駅                | 0.7      | 4.6      | 東京地下鉄： 南北線 (N-06)・ 丸ノ内線 (国会議事堂前駅：M-14)・ 千代田線 (国会議事堂前駅：C-07) | 千代田区 |
| G-07   | 虎ノ門駅                  | 0.8      | 5.4      | 東京地下鉄： 日比谷線 (虎ノ門ヒルズ駅：H-06) | 港区     |
| G-08   | 新橋駅                    | 0.8      | 6.2      | 都営地下鉄： 浅草線 (A-10) 東日本旅客鉄道： 東海道線〈上野東京ライン〉(JT 02)・ 京浜東北線 (JK 24)・ 山手線 (JY 29)・ 横須賀・総武線（快速） (JO 18) ゆりかもめ： 東京臨海新交通臨海線 (U-01)                                                                                      | 港区     |
| G-09   | 銀座駅 （松屋・三越前）   | 0.9      | 7.1      | 東京地下鉄： 丸ノ内線 (M-16)・ 日比谷線 (H-09)・ 有楽町線 (銀座一丁目駅：Y-19) 地下通路で東銀座駅・日比谷駅・有楽町駅に連絡 | 中央区   |
| G-10   | 京橋駅 （明治屋前）       | 0.7      | 7.8      | | 中央区   |
| G-11   | 日本橋駅 （髙島屋前）     | 0.7      | 8.5      | 東京地下鉄： 東西線 (T-10) 都営地下鉄： 浅草線 (A-13) 地下通路で茅場町駅に連絡 | 中央区   |
| G-12   | 三越前駅                  | 0.6      | 9.1      | 東京地下鉄： 半蔵門線 (Z-09) 東日本旅客鉄道： 総武線（快速） (新日本橋駅：JO 20) | 中央区   |
| G-13   | 神田駅                    | 0.7      | 9.8      | 東日本旅客鉄道： 中央線 (JC 02)・ 京浜東北線 (JK 27)・ 山手線 (JY 02) | 千代田区 |
| G-14   | 末広町駅                  | 1.1      | 10.9     | | 千代田区 |
| G-15   | 上野広小路駅 （松坂屋前） | 0.6      | 11.5     | 東京地下鉄： 日比谷線 (仲御徒町駅：H-17) 都営地下鉄： 大江戸線 (上野御徒町駅：E-09) | 台東区   |
| G-16   | 上野駅                    | 0.5      | 12.0     | 東京地下鉄： 日比谷線 (H-18)（改札外乗り換え） 東日本旅客鉄道： 東北新幹線・北海道新幹線・山形新幹線・秋田新幹線・上越新幹線・北陸新幹線・ 京浜東北線 (JK 30)・ 山手線 (JY 05)・ 宇都宮線・高崎線〈上野東京ライン〉(JU 02)・ 常磐快速線 (JJ 01) 京成電鉄： 本線 (京成上野駅：KS01) | 台東区   |
| G-17   | 稲荷町駅                  | 0.7      | 12.7     | | 台東区   |
| G-18   | 田原町駅                  | 0.7      | 13.4     | | 台東区   |
| G-19   | 浅草駅                    | 0.8      | 14.2     | 都営地下鉄： 浅草線 (A-18) 東武鉄道： 伊勢崎線〈東武スカイツリーライン〉(TS-01) | 台東区   |

1. 1 2  渋谷駅では銀座線と半蔵門線は別の駅として扱われる。そのため、銀座線と東急田園都市線の乗り換えは半蔵門線との対面乗り換えが可能な表参道駅が案内されている。一方、銀座線と副都心線を乗り換える時は改札外に出ることになるが、60分の乗り換え時間が設けられている。
2. ↑  駅所在地は千代田区とされているが、銀座線のホームは港区にある。
3. 1 2  2020年6月6日から乗換駅指定[報道 18]。
4. 1 2  連絡業務は行っていない。
5. ↑  2000年12月12日から乗換駅指定[報道 4]。

## 発車メロディ
2012年10月30日から上野・浅草、翌31日から溜池山王・銀座の各駅において、従来のブザーに代わり発車メロディ（発車サイン音）の使用を開始した。その後、2015年6月18日から20日にかけて神田・末広町・上野広小路・稲荷町・田原町の5駅に、さらに2018年8月から11月にかけて残りの10駅にも順次導入された。銀座・日本橋・三越前・神田・上野・浅草の各駅では、その駅や街にゆかりのある楽曲をアレンジしたメロディを使用している。
また、2019年3月26日からは、放送装置が更新された車両より順次車載メロディの使用を開始している。
メロディの制作は、銀座駅・上野駅・浅草駅および2018年導入の10駅と車載メロディはスイッチ、2015年導入の5駅はスタマック、溜池山王駅はエピキュラスが担当し、塩塚博、福嶋尚哉（以上スイッチ）、岡村みどり、薄井由行、ゴンドウトモヒコ、山口優、永田太郎（以上スタマック）、鈴木ヤスヨシ（エピキュラス）の8名が作曲および編曲を手掛けた。
| 駅名             | 曲名                                  | 曲名                                            | 導入年月日                        | 制作会社     |
| 駅名             | A線（渋谷方面）                       | B線（浅草方面）                                 | 導入年月日                        | 制作会社     |
| ---------------- | ------------------------------------- | ----------------------------------------------- | --------------------------------- | ------------ |
| 渋谷             | ―                                     | 1：道はここから【福嶋】 2：アンディーン【福嶋】 | 1：2020年1月3日 2：2018年11月22日 | スイッチ     |
| 表参道           | 4：永遠に続く道【塩塚】               | 5：早瀬【福嶋】                                 | 2018年11月22日                    | スイッチ     |
| 外苑前           | 1：ようこそ！【福嶋】                 | 2：Ready To Go【塩塚】                          | 2018年8月22日                     | スイッチ     |
| 青山一丁目       | 1：いつかきっと【塩塚】               | 2：コンシェルジュ【福嶋】                       | 2018年8月30日                     | スイッチ     |
| 赤坂見附         | 1：星を探して【塩塚】                 | 3：オレンジピール【福嶋】                       | 2018年7月27日                     | スイッチ     |
| 溜池山王         | 1：（オリジナル曲）【鈴木】           | 2：（オリジナル曲）【鈴木】                     | 2012年10月31日                    | エピキュラス |
| 虎ノ門           | 1：シトラスの香り【塩塚】             | 2：玉紫陽花【福嶋】                             | 2018年11月22日                    | スイッチ     |
| 新橋             | 1：スタートライン【塩塚】             | 2：Fast River【福嶋】                           | 2018年11月16日                    | スイッチ     |
| 銀座             | 1：銀座カンカン娘（Aメロ）【福嶋】    | 2：銀座カンカン娘（サビ）【福嶋】               | 2012年10月31日                    | スイッチ     |
| 京橋             | 1：蜜柑色の夢【福嶋】                 | 2：雪月花【福嶋】                               | 2018年11月22日                    | スイッチ     |
| 日本橋           | 1：お江戸日本橋 verC【福嶋】          | 2：お江戸日本橋 verD【塩塚】                    | 2018年8月30日                     | スイッチ     |
| 三越前           | 1：お江戸日本橋 verA【福嶋】          | 2：お江戸日本橋 verB【塩塚】                    | 2018年8月30日                     | スイッチ     |
| 神田             | 1：お祭りマンボ【永田】               | 2：お祭りマンボ【永田】                         | 2015年6月20日                     | スタマック   |
| 末広町           | 1：（オリジナル曲）【山口】           | 2：（オリジナル曲）【山口】                     | 2015年6月19日                     | スタマック   |
| 上野広小路       | 1：（オリジナル曲）【ゴンドウ】       | 2：（オリジナル曲）【ゴンドウ】                 | 2015年6月18日                     | スタマック   |
| 上野             | 1：さくら（独唱） verA【塩塚】        | 2：さくら（独唱） verB【塩塚】                  | 2012年10月30日                    | スイッチ     |
| 稲荷町           | 1：（オリジナル曲）【薄井】           | 2：（オリジナル曲）【薄井】                     | 2015年6月17日                     | スタマック   |
| 田原町           | 1：（オリジナル曲）【岡村】           | 2：（オリジナル曲）【山口】                     | 2015年6月16日                     | スタマック   |
| 浅草             | 1：花 verA【塩塚】 2：花 verB【福嶋】 | ―                                               | 2012年10月30日                    | スイッチ     |
| （車載メロディ） | 水の都【塩塚】                        | 小鳥のワルツ【塩塚】                            | 2019年3月26日                     | スイッチ     |

- 上表の数字は各駅の番線、【】内は作曲者（銀座・日本橋・三越前・神田・上野・浅草は編曲者）を表す。

## 今後の予定
- 遅延吸収能力の改善等によりさらなる安定輸送の向上を図るため、浅草駅構内の折り返し線の増設工事が進められている[69]。
- 新橋駅では、1番線ホームを延伸し、階段・エスカレーター・エレベーターを再配置すると共に、ホームを拡幅する工事が行われている[81]。
- 丸ノ内線とともに走行安定性向上のため、第三軌条に給電する標準電圧を600 Vから750 Vに昇圧することが発表されたが具体的な実施時期は示されていない[68]。

## 渋谷駅移設工事

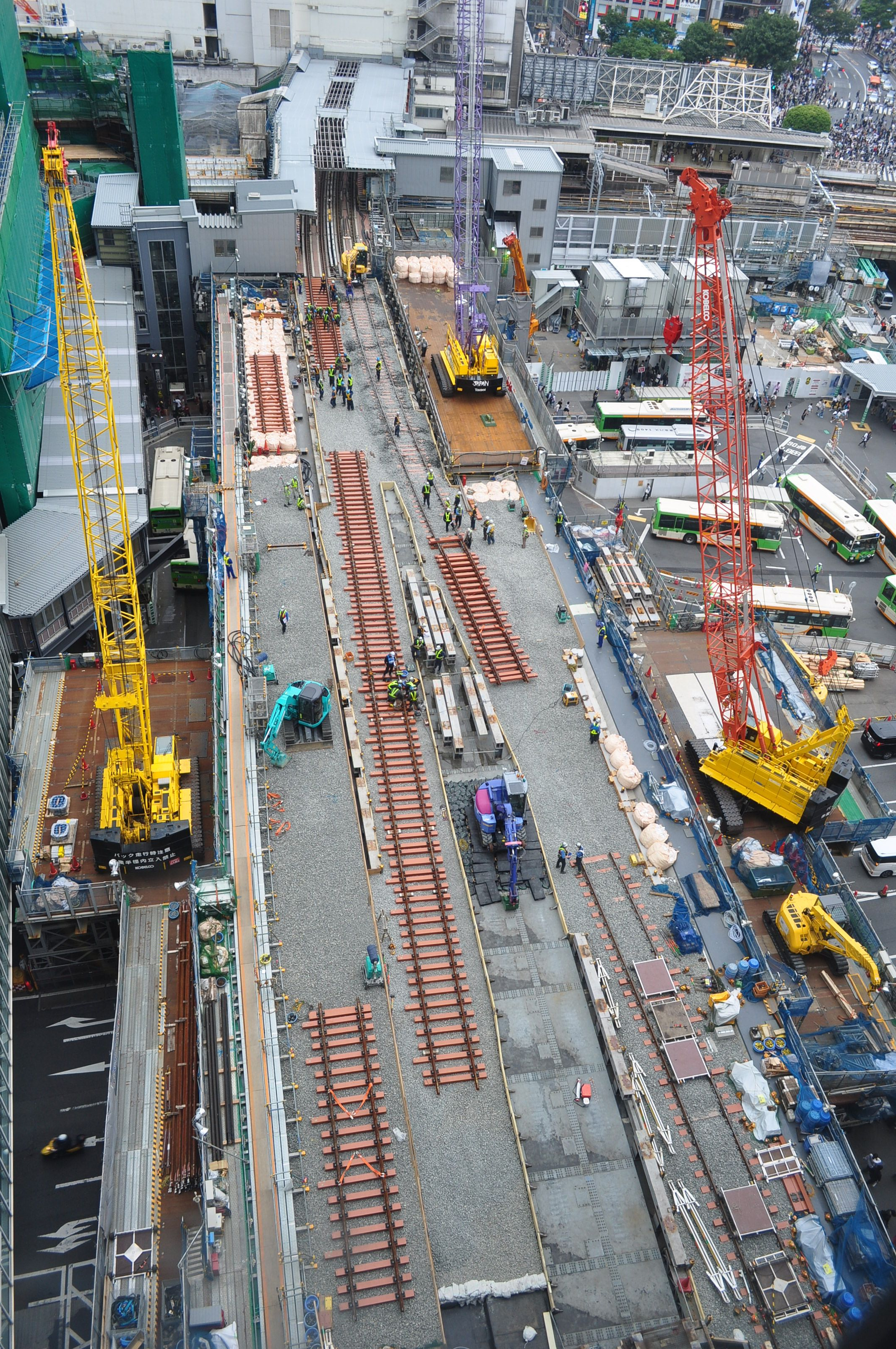
線路移設工事中の渋谷駅（2018年5月3日）

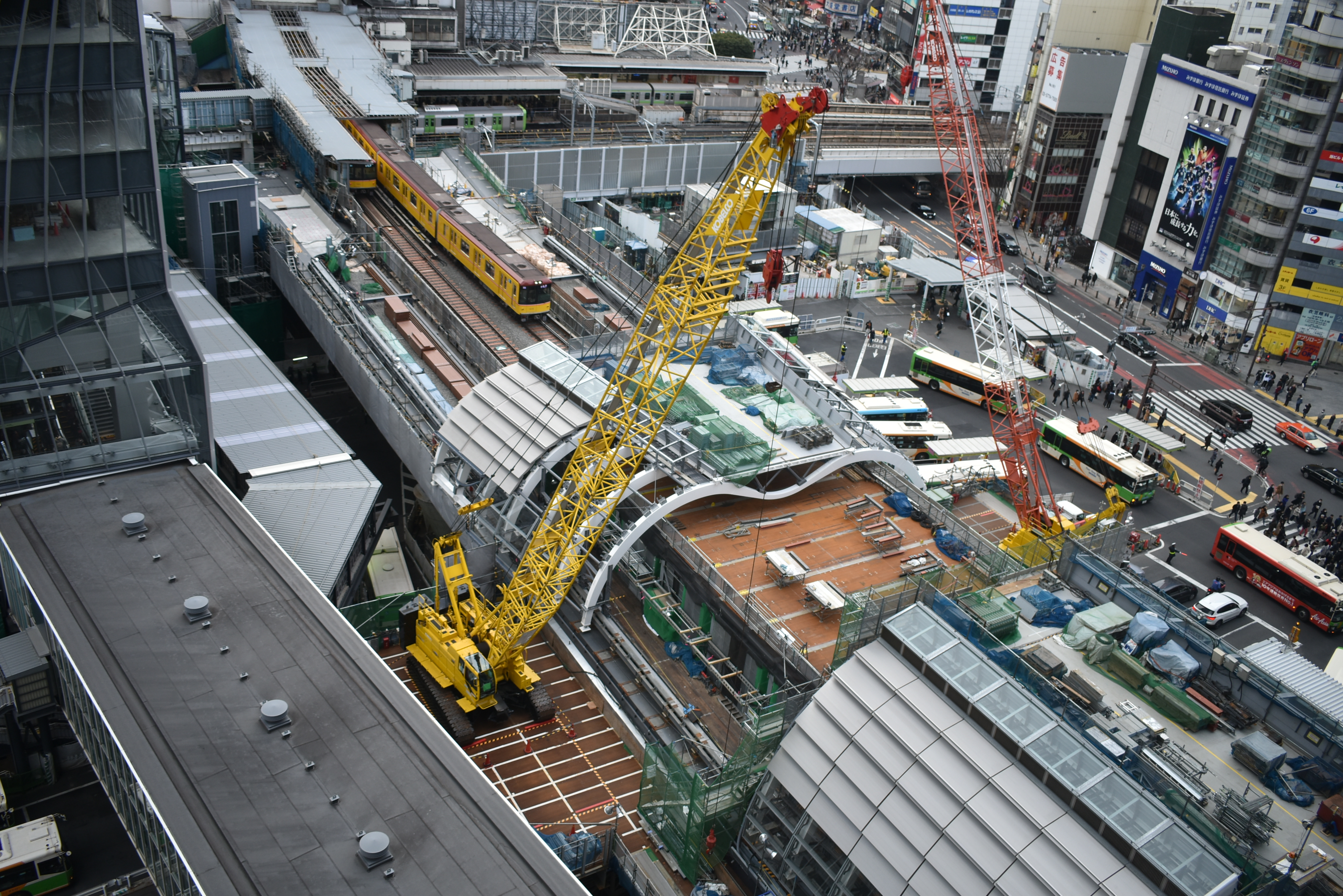
新ホーム上屋工事の様子（2019年1月26日）

渋谷駅は、東急百貨店東横店の西館3階に設けられていた相対式ホーム2面2線が使用されてきたが、渋谷駅街区基盤整備の一環で同百貨店を解体するのに併せ、元位置から東へ130 mの明治通りの上空に、幅12 mの島式ホーム1面2線を設ける工事が実施された。
この工事の一環として、新しいホームを築造するスペースを確保するため、渋谷 - 表参道間を終日運休して明治通り上空での「線路切替工事」が2016年より段階的に実施された。
- 工事日程
  - 第1回：2016年11月5日 - 6日・19日 - 20日に2日間×2回の計4日間で実施。
    - 「作業スペースの確保」を目的に、渋谷駅方面行きと浅草駅方面行きの線路を南側に3.5 m移動[報道 22]。

  - 第2回：2018年5月3日 - 5日の3日間で実施[報道 23]。
    - 「島式ホームの場所の確保」を目的に、線路の切り替え区間の延長415 mの間で、二つの線路を両側に最大4.6 m動かして間隔を広げた。同時に明治通りを跨ぐ箇所の縦断勾配を緩和するため、線路の高さを最大で2 m下げた。渋谷駅を東側に130 m離れた明治通りの上空にプラットホームを移動する[報道 23]。

  - 第3回：2019年12月28日 - 2020年1月2日の6日間で実施[報道 1]。
    - 「新ホームの供用開始」を目的に、渋谷行き線路をさらに南側に移設すると共に浅草行き線路も現ホームを一部を撤去の上で北側に一部移設。これらと平行してホームを築造する[報道 1]。この過程で、かつての渋谷行き線路は旧上野検車区渋谷分室への線路と分離され行き止まり構造となる[報道 24]。
    - なお、この工程は当初「南側への移設と新ホーム供用開始」「北側への移設とホーム拡幅」の2段階に分けて行われることが想定されていたが[報道 23]、これらの工程を一括して実施し、2020年1月3日より渋谷駅新駅舎での営業を開始した[報道 1]。
- 工事施工当日の運行計画 工事当日、外苑前駅を逆走で通過する回送列車

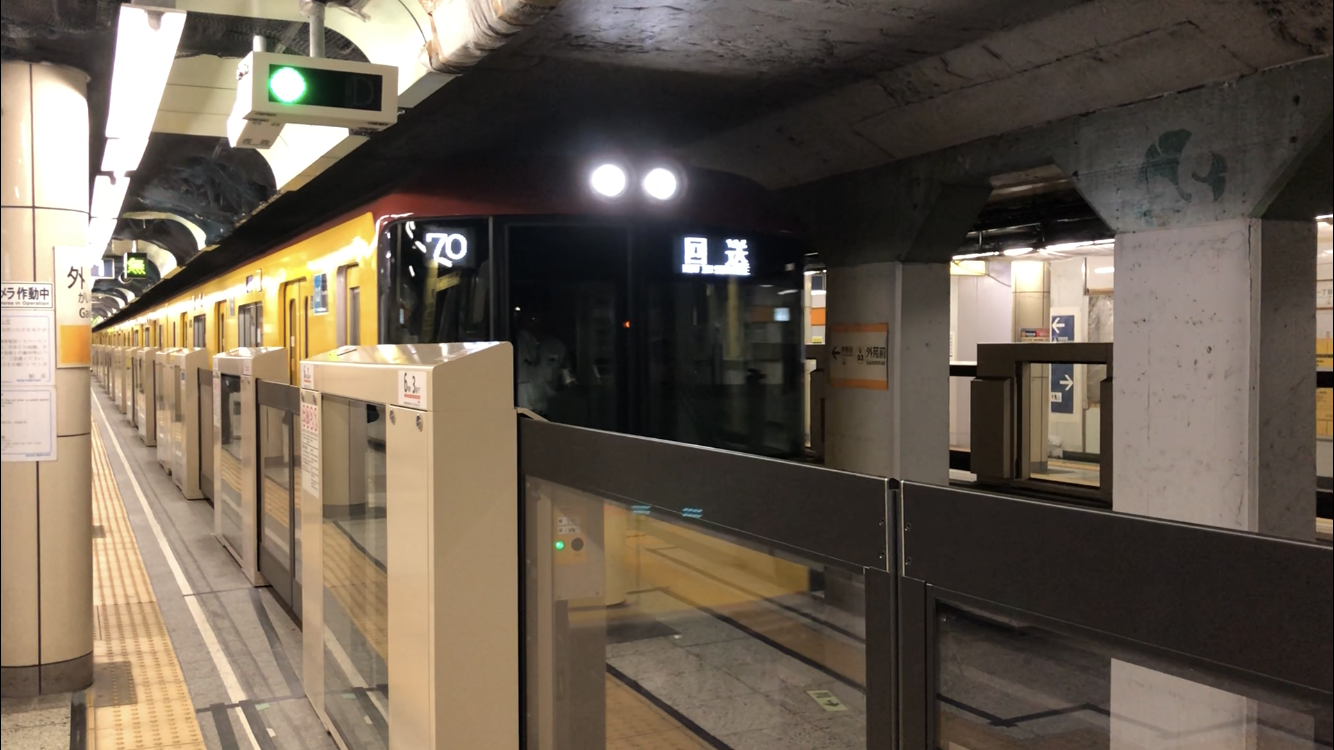
工事当日、外苑前駅を逆走で通過する回送列車

  - 渋谷駅 - 表参道駅間及び、青山一丁目駅 - 赤坂見附駅 - 溜池山王駅間を終日運休。渋谷駅と赤坂見附駅の銀座線ホームは閉鎖。
  - 表参道駅 - 青山一丁目駅間及び、溜池山王駅 - 上野駅 - 浅草駅間の2区間において折り返し運転。
  - 並行して、半蔵門線・南北線・千代田線・丸ノ内線およびJR東日本等の他社線を使用しての振替輸送も実施[83]。半蔵門線は早朝・深夜に臨時列車を運転。
  - 溜池山王駅 - 浅草駅間は、溜池山王駅渋谷寄りの折り返し設備を利用。運行区間の短縮以外はほぼ平常通り。
  - 表参道駅 - 外苑前駅 - 青山一丁目駅間は、乗り換え路線がない上、周辺で各種イベントが開催される外苑前駅の封鎖を避けるため運転されることになった。同区間を含む溜池山王駅 - 渋谷駅間には折り返し設備がないため、表参道発青山一丁目行と青山一丁目発表参道行を単線並列とし、約12分間隔で折り返し運転。終点到着後は回送扱いで本線を逆走し、青山一丁目駅・表参道駅に戻る形で運転した[84]。

2020年1月3日、始発電車より渋谷駅新駅舎の供用が開始され、開業記念式典が催された。移設によって銀座線渋谷駅 - 表参道駅の駅間キロは1.3 kmから1.2 kmに短縮されたが、東京メトロの旅客営業規程第13条に渋谷駅 - 表参道駅間の運賃計算キロを1.3 km（半蔵門線の駅間キロ）とする旨が追加されたため、運賃計算上の最短経路が渋谷駅 - 表参道駅間を経由する駅相互間の運賃に変更はなかった。駅移設後もエレベーターの増設やホームドア設置などの工事が、同年7月の東京オリンピック当初の開幕直前までを工期として進められた。

## 選奨土木遺産・近代化産業遺産

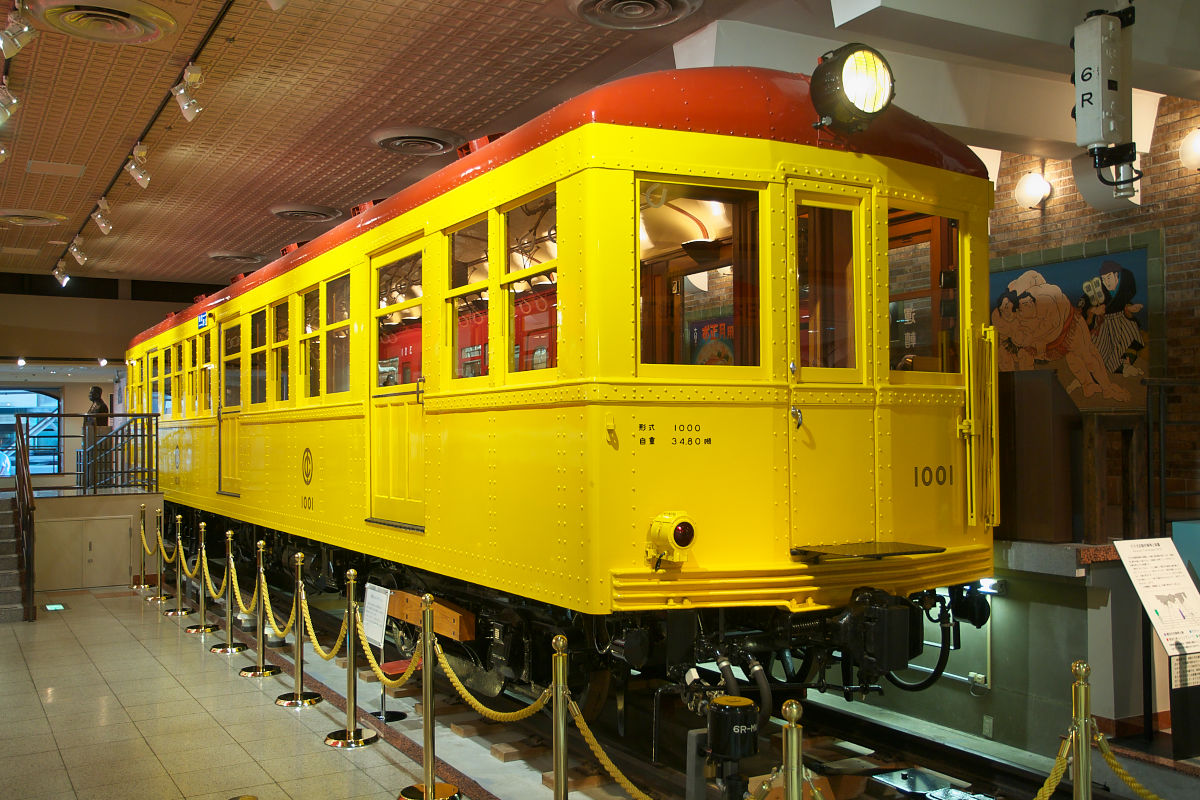
地下鉄博物館に復元保存されている1000形1001号車（重要文化財）

2008年8月29日に、社団法人土木学会から銀座線浅草駅 - 新橋駅間が鉄構框構造やアーチ構造など「土木的に貴重な構造物が多数存在する」との理由で、土木学会選奨土木遺産に選ばれた。同年11月18日の「土木の日」に同学会から認定書と銘板が贈呈された。
また、2009年には経済産業省から銀座線（全線）と旧新橋駅（東京高速鉄道時代に営業していたホーム）、銀座線での運用から退いた後に地下鉄博物館で保存されている1000形1001号車・100形129号車などが「近代化産業遺産続33」に認定され、次いで2017年には1000形1001号車が重要文化財に指定及び機械遺産に認定された。